# Annalisa Minetti

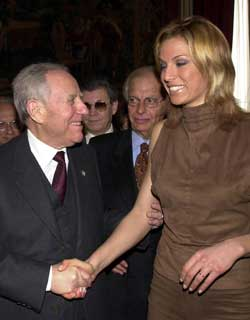
Annalisa Minetti mit dem Präsidenten der Republik Carlo Azeglio Ciampi 2002

Annalisa Minetti (* 27. Dezember 1976 in Rho, Metropolitanstadt Mailand) ist eine italienische Sängerin, Songwriterin, Behindertensportlerin und Fernsehmoderatorin.

## Karriere
Minetti begann bereits als Jugendliche, als Sängerin von Coverversionen in Bars aufzutreten. Mit der Band Perro Negro präsentierte sie sich 1995 in der Vorauswahl des Sanremo-Festivals, wurde jedoch nicht zugelassen. Ab 1996 verlor sie krankheitsbedingt fast vollständig das Sehvermögen. 1997 nahm sie an Miss Italia teil und gewann schließlich mit dem Lied L’eroe che sei tu den Wettbewerb Sanremo Giovani, wodurch sie beim Sanremo-Festival 1998 ins Rennen gehen konnte. Mit Senza te o con te gewann sie schließlich nicht nur die Newcomer-Kategorie, sondern auch den Hauptwettbewerb, an dem sie dank der Regeln jenes Jahres ebenfalls teilnehmen durfte. Im Anschluss an diesen Erfolg erschien Minettis Debütalbum Treno blu. In Zusammenarbeit mit bekannten Musikern, wie Ron, Biagio Antonacci, Eros Ramazzotti, Enrico Ruggeri oder Mariella Nava veröffentlichte die Sängerin 1999 das nächste Album Qualcosa di più. Im Jahr darauf war sie als Protagonistin im Musical Beatrice e Isidoro zu sehen.
Mit der Teilnahme an der Realityshow Music Farm kehrte Minetti 2004 in die Öffentlichkeit zurück. 2005 nahm sie an der Seite von Toto Cutugno erneut am Sanremo-Festival teil und erreichte mit Come noi nessuno al mondo den zweiten Platz in der Gesamtwertung. In den folgenden Jahren veröffentlichte sie weitere Singles, 2008 wurde ihr Sohn geboren. 2012 nahm sie an den Paralympischen Spielen in London teil und holte über 1500 m die Bronzemedaille, womit sie den Weltrekord in der Blindenkategorie aufstellte. Im selben Jahr wurde sie in der gleichen Kategorie bei den IPC-Leichtathletik-Europameisterschaften ebenfalls Dritte, bei den Leichtathletik-Weltmeisterschaften der Behinderten 2013 gewann sie schließlich über 800 m die Goldmedaille.
Nur vereinzelt veröffentlichte Minetti auch wieder Musik; neue Alben erschienen 2009 und 2012. Daneben nahm sie an diversen Fernsehsendungen teil und trat auch selbst als Moderatorin in Erscheinung. 2012 und 2017 veröffentlichte sie außerdem zwei Bücher, Iride. Veloce come il vento bzw. Io rinasco. 2013 wurde Minetti für ihre Verdienste mit dem Verdienstorden der Italienischen Republik (Ritterstand) ausgezeichnet.

## Diskografie
Alben
- Treno blu (1998)
- Qualcosa di più (1999)
- Questo piccolo grande amore (2009)
- Nuovi giorni (2012)

## Belege
1. ↑  Minetti Sig.ra Annalisa. In: Le onorificenze della Repubblica Italiana. Präsident der Italienischen Republik, abgerufen am 24. Mai 2019.
2. ↑  Guido Racca & Chartitalia: Top 100 FIMI Album. Lulu, 2013, S. 139.

| Personendaten    | Personendaten                                                                     |
| ---------------- | --------------------------------------------------------------------------------- |
| NAME             | Minetti, Annalisa                                                                 |
| KURZBESCHREIBUNG | italienische Sängerin, Songwriterin, Behindertensportlerin und Fernsehmoderatorin |
| GEBURTSDATUM     | 27. Dezember 1976                                                                 |
| GEBURTSORT       | Rho, Metropolitanstadt Mailand                                                    |